# D-Wave Systems
D-Wave Systems e първата в света компания, която продава квантови компютри.
Фирмата е базирана в Канада, провинция Британска Колумбия, град Бърнаби.